# ديك وايت
ديك وايت (بالإنجليزية: Dick White)‏ (18 أغسطس 1931 - 15 يونيو 2002) هو لاعب كرة قدم بريطاني سابق كان يلعب كمدافع.